# 天门增四
室女座61（英語：61 Virginis），中國傳統名稱天門增四，是一颗质量比太阳（G2V型）质量略小的G5V型恒星，位于距离地球大约27.8光年的室女座中。这颗恒星的组成与太阳基本相同，只是它的色球层活跃程度较小。
这颗恒星在赤道位置的自转周期为299天。它的空间速度的几个分量是U=–37.9、V=–35.3和W=–24.7 km/s。室女座61的轨道距离银河系的核心有6900秒差距，轨道离心率为0.15。它被认为是一颗星系盘恒星，估计年龄超过60亿年。
室女座61是公认的第一颗拥有潜在超级地球的主序黄矮星，尽管COROT-7（一颗处于分类界线附近的橙矮星）是公认的第一颗拥有潜在超级地球的類太陽恆星。

## 描述

室女座61的行星的轨道和它的岩屑盘

室女座61距離地球27.9光年，其光譜分類為G5 V。這顆星在地球上可見，但較為暗淡。它在天上位於角宿一東南方的室女座內。室女座61是由英國天文學家約翰·佛蘭斯蒂德分類及命名，而英國天文學家弗朗西斯·贝利則於1835年發現室女座61會自行，並補充了佛蘭斯蒂德對這顆恆星的描述。自此，這顆恆星便成為了視差研究的對象，並最終於1950年得出其年平均數值為0.006″。而現今透過依巴谷卫星得出的數值則為 116.89 角分，即距離太陽27.9光年。
室女座61的性質與太陽相若，其質量等於太陽質量的95%，半径等於太阳半径的98%，而亮度則等於太阳亮度的85%。其元素豐度亦與太陽相近，其除氫和氦的元素豐度為太陽的95%。這顆恆星的年齡為61–66億年，比太陽年老約20%。其自轉速度為每秒4公里，比太陽的自轉速度（每秒2公里）快一倍。平均而言，恆星色球的活躍水平較低，並且可能正位於蒙德極小期中。於1988年，天文學家懷疑這顆恆星是一顆變星，並在儒略日[24]54800（2008年11月29日）和 55220（2010年1月23日）期間突然活動激增。

## 行星系
室女座61行星系的黃道相比太陽系傾斜77°，而室女座61本身的轉軸傾角則為72°。
有些证据表明它可能有一颗类木行星，但它似乎不会有靠近的大质量伴星。随后的研究也没能发现较大的亚恒星伴星（其质量为木星质量的20到80倍）或类木行星。因此它是可能拥有类地行星家族的候选者，而轨道半径比地球略小，质量也是如此。
斯皮策太空望远镜对这颗恒星的观测表明它由过量的波长160μm的红外辐射。这说明此恒星周围存在围绕的岩屑盘，此星盘在70μm处有吸收，对应的星盘内径为96天文单位，外径估计为195天文单位。而此盘的总质量是地球质量的5 × 10−5。
2009年12月14日，科学家宣布发现环绕室女座61的三颗行星，它们的质量在地球的5倍至25倍之间。这三颗行星的轨道都非常靠近恒星，如果与我们的太阳系作类比，它们都在金星轨道之内运转。尽管一颗接近地球质量的行星可能存在于此恒星的适居带中，第四颗行星的存在的可能性还需要进一步的数据来确认。这是因为它太小，用目前的技术无法观测到。
於2012年，歐洲航天局已排除了在6 AU範圍內存在土星大小行星的可能性。隨後，他們又排除了整個行星系內存在土星大小行星的是可能性。
| 成員 (依恆星距離) | 质量          | 半長軸 (AU)         | 轨道周期 (天)   | 離心率       | 傾角 | 半径 |
| ----------------- | ------------- | ------------------- | --------------- | ------------ | ---- | ---- |
| b                 | 5.3 ± 0.5 M⊕  | 0.050201 ± 0.000005 | 4.2150 ± 0.0006 | 0.12 ± 0.11  | —    | —    |
| c                 | 18.8 ± 1.1 M⊕ | 0.2175 ± 0.0001     | 38.021 ± 0.034  | 0.14 ± 0.06  | —    | —    |
| d (未确认)        | 23.7 ± 2.7 M⊕ | 0.476 ± 0.001       | 123.01 ± 0.55   | 0.35 ± 0.09  |      |      |
| 岩屑盤            | 30 — >100 AU  | 30 — >100 AU        | 30 — >100 AU    | 30 — >100 AU | —    | —    |